# Alessandro Martucci
Alessandro Martucci (Capua, 1530 – Napoli, 1598) è stato un pittore italiano.

## Biografia
Alessandro Martucci nato nel 1530 a Capua, si spostò a Napoli per studiare la pittura. Fu quindi a Roma, Bologna e Firenze dove si perfezionò nell'arte del dipingere.
Fu attivo nella sua Capua dove rimane un quadro che rappresenta la cena del Salvatore in casa del Fariseo, che secondo gli Intendenti pareva della scuola di Paolo Veronese. Anche il figlio Simio (?-1641) fu pittore e si specializzò in scene e prospettive di pittura illusionistica.
Morì nel 1598 a Napoli, in uno stato di povertà.